# Final Bell / Ghost in the Ruins
A Final Bell / Ghost in the Ruins az amerikai Savatage 1995-ben megjelent koncertalbuma, melyet az SPV/Steamhammer Records jelentetett meg. Az albumot a tragikusan elhunyt Criss Oliva emlékére jelentették meg, aki a zenekar gitárosa volt a kezdetektől egészen 1993-ban bekövetkezett haláláig. Az anyagon hallható dalok 1987 és 1990 között kerültek rögzítésre. A "Ghost in the Ruins" kifejezés eredetileg a Streets: A Rock Opera lemez címe lett volna, azonban Paul O’Neill döntése alapján ejtették a "Ghost in the Ruins"ot, mint lemezcímet. Az album két változatban jelent meg, eltérő borítóval és címmel (Final Bell és Ghost in the Ruins).

## Számlista
1. "City Beneath the Surface" – 5:39
2. "24 Hours Ago" – 4:48
3. "Legions" – 5:06
4. "Strange Wings" – 4:01
5. "Gutter Ballet" – 6:14
6. "When the Crowds Are Gone" – 7:10
7. "Of Rage and War" – 4:29
8. "The Dungeons Are Calling" – 4:48
9. "Sirens" – 3:37
10. "Hounds" – 7:20
11. "Criss Intro" – 1:13
12. "Hall of the Mountain King" – 6:38
13. "Post Script" (instrumentális) – 1:42

## Felvételek
- 1. szám: The Ritz, New York City, 1990
- 2-4. szám: Wachovia Spectrum Philadelphia, 1988
- 5. szám: Los Angeles Palace, 1990
- 6. szám: Avalon Hollywood Palace, 1990
- 7., 10., és 12. szám: Lamour, Brooklyn, 1990
- 8-9 szám: Nassau Coliseum, Long Island, 1988
- 11. szám: Agora Cleveland 1987
- 13. szám: Hollywood Palace, 1990 (sound check felvétel)

## Közreműködők
- ének, zongora: Jon Oliva
- szólógitár: Criss Oliva
- ritmusgitár: Chris Caffery
- basszusgitár: Johnny Lee Middleton
- dob, ütőhangszerek: Steve Wacholz